# Testeffect
Het testeffect, ook wel testgestuurd leren genoemd, is een psychologisch fenomeen waarbij iets geleerd wordt door herhaaldelijk de kennis ervan te toetsen. Dit in tegenstelling tot leren door te studeren.
Men kan herinneringen beter ophalen uit het langetermijngeheugen, door herhaaldelijk het geheugen te testen. Dit effect treedt enkel op als de test een gemiddeld tot hoge kans geeft om de antwoorden te onthouden. Het is logisch dat als de toets zo moeilijk is dat men de vraag en het antwoord niet kan onthouden, of als het correcte antwoord niet gegeven wordt, er geen leren zal optreden. Het testeffect werd voor het eerst gedocumenteerd in onderzoek van A.I. Gates in 1917.

## Carrier en Pashler over het testeffect
Een belangrijke stap in het leveren van bewijs leveren voor het bestaan van het testeffect als een functie van het ophalen van een herinnering zelf in plaats van het een voordeel van een extra studieperiode te noemen, werd aangedragen in 1992 in een onderzoek van Carrier en Pashler. Zij stelden in hun samenvatting dat in de zuivere conditie in de studie (zuivere ST conditie) methode, beide items van een paar werden tegelijkertijd gepresenteerd voor studie.
In de test proef/onderzoek trial (TTST conditie) methode, proefpersonen geprobeerd om de respons te halen in een periode waarin alleen de stimulus aanwezig was (en de respons van het paar werd gepresenteerd na een vertraging van 5-seconden). Het laatste behoud van doelitems werd getest met gecued herinneringstests. In experiment 1 was er een betrouwbaar voordeel in de laatste tests voor onzin-lettergrepen/nummers paren in de TTST-conditie op paren in de pure ST-conditie. In experiment 2 werd hetzelfde resultaat verkregen met Eskimo/Engelse woordparen. Dit voordeel van de TTST voorwaarde was blijkbaar niet anders voor het uiteindelijke herinneren na 5 minuten of na 24 uur. Experimenten 3 en 4 sloten twee artefactuele verklaringen van het TTST-voordeel uit, waargenomen in de eerste twee experimenten. Omdat het uitvoeren van een herinnering ophalen (TTST-voorwaarde) leidt tot betere prestaties dan pure studie (zuivere ST-conditie), verwerpen de resultaten de hypothese dat succesvol ophalen voordelig is slechts in zoverre dat het alleen zorgt voor een beter studie ervaring. Deze baanbrekende studie onthult in feite geen zeer groot voordeel van het testen boven studeren, maar maken de weg vrij voor toekomstige studies die een meer uitgesproken voordeel uittekenen.
Twee tegenstrijdige opvattingen zijn ontstaan over de vraag waarom het testen zo'n een voordeel ten opzichte van gewoon herhaald studeren lijkt te hebben. Het eerste aanblik door McDaniel verdedigt het idee dat testen mensen beter in staat stelt voor het formuleren van nieuwere, meer overvloedige duurzame verbindingen tussen items in plaats van alleen opnieuw en opnieuw herstuderen van dezelfde aansluitingen. De tweede opvatting komt voort uit Roediger en Karpicke die in feite stelt dat wanneer mensen associaties tussen items coderen, ze ook voor het proces coderen om die punten te halen en het testen biedt oefening in het activeren van deze opvragingen terwijl studeren niet kon. Echter, nieuwe bevindingen geven meer steun voor het tweede visie wanneer een-op-een vergelijking wordt gedaan van de twee ideeën.

## Toepassingen
Voordat er veel experimenteel bewijs verzameld was, werd het nut van het testen al duidelijk voor inzichtelijke waarnemers. In zijn boek Psychology of Study (1932), vertelt prof. CA Mace dat de kwestie van pure repetitieve druk er een ander principe van het grootste belang is: Actieve herhaling is veel effectiever dan passieve herhaling. Er zijn twee manieren om de verdere herhalingen te introduceren. Wij kunnen deze lijst opnieuw lezen: dit is passieve herhaling. We kunnen het oproepen in ons hoofd zonder verwijzing naar de tekst vóór het vergeten is begonnen: dit is actief herhalen, gebleken is dat wanneer de handelingen van het lezen en daden van herinneren afwisselen, dat wil zeggen wanneer elke lezing wordt gevolgd door een poging om de items herinneren, zal de efficiëntie van het leren en retentie enorm verbeteren.
Het is duidelijk dat de grootste toepassing voor alle menselijk geheugen studies van leereffecten is bestemd voor het onderwijs en het vinden van betere manieren om informatie aan studenten van elk niveau te koppelen. Uitgebreid onderzoek op dit gebied is gedaan in het eerste decennium van de 21e eeuw. Uit de bevindingen blijkt dat de testen een grotere impact hebben na een vertraging, hoewel studenten zelf meer vertrouwen leken te hebben in het standaard studeren (wat fout bleek in de gegevens). Andere beoordelingen hebben geprobeerd om meer betrouwbare resultaten van het testeffect te geven met betrekking tot onderwijs, een trend die na bijna 100 jaar lijkt te groeien.